# Liste der Monuments historiques in Domprel
Die Liste der Monuments historiques in Domprel führt die Monuments historiques in der französischen Gemeinde Domprel auf.

## Liste der Immobilien
| Bezeichnung | Beschreibung                     | Standort                             | Kennzeichnung | Schutzstatus | Datum | Bild           |
| ----------- | -------------------------------- | ------------------------------------ | ------------- | ------------ | ----- | -------------- |
| Wegekreuz   | Stein, Ende des 16. Jahrhunderts | östlich des Ortes an der D 32 (Lage) | PA00101638    | Classé       | 1913  | weitere Bilder |

## Liste der Objekte
| Bezeichnung | Beschreibung                                                  | Standort                       | Kennzeichnung | Schutzstatus | Datum | Bild |
| ----------- | ------------------------------------------------------------- | ------------------------------ | ------------- | ------------ | ----- | ---- |
| Taufbecken  | Holz, farbig gefasst und vergoldet, Ende des 18. Jahrhunderts | in der Kirche St-Martin (Lage) | PM25002088    | Inscrit      | 2003  |      |
| Kruzifix    | Holz, farbig gefasst, 17. Jahrhundert                         | in der Kirche St-Martin (Lage) | PM25002089    | Inscrit      | 2003  |      |